# Georg Scholze

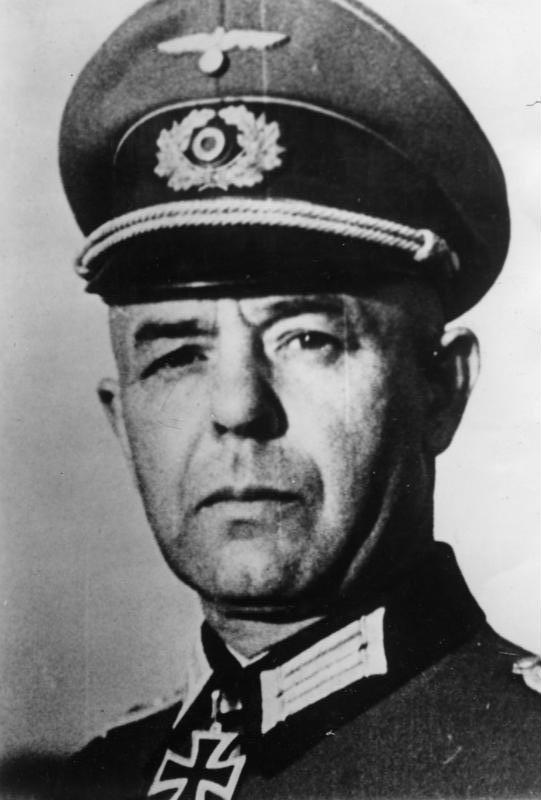
Georg Scholze (1943)

Georg Scholze (* 21. August 1897 in Löbau; † 23. April 1945 in Berlin-Wannsee) war ein deutscher Offizier, zuletzt Generalmajor im Zweiten Weltkrieg.

## Leben
Scholze diente als Offizier im Ersten Weltkrieg und trat als Kriegsfreiwilliger dem Heer bei. Nach dem Krieg schied er aus dem Heer aus und holte sein Abitur nach. Nach 1923 arbeitete er als ziviler Mitarbeiter bei dem Grenzschutz der Reichswehr. 1934 wurde er bei dem Heer wieder aufgenommen und zum Kommandant mehrerer Infanterie-Regimenter ernannt. Anfang 1945 übernahm er schließlich die 20. Panzergrenadier-Division.
Scholzes Panzerdivision wurde drei Tage nach seiner Beförderung zum Generalmajor in Berlin-Wannsee eingekesselt. Er beging daraufhin Suizid.

## Auszeichnungen
- Eisernes Kreuz (1914) II. und I. Klasse
- Spange zum Eisernen Kreuz II. und I. Klasse
- Deutsches Kreuz in Gold am 24. Dezember 1941
- Ritterkreuz des Eisernen Kreuzes am 17. Februar 1943[4][5]